# Kort Sagt
Kort Sagt er et dansk non-profit initiativ, der har til formål at inspirere og gøre danskerne lidt klogere på kort tid.
Kort Sagt har fokus på talen som formidlingsform, og hvert år afholdes der fem kulturelle taler-arrangementer, i København, med fokus på viden, videnskab, inspiration og kultur. 
Arrangementerne er gratis og har typisk syv eller otte talere på programmet. Hver af talerne får max. 10 minutter på scenen til, at levere deres budskab verbalt og visuelt.
Kort Sagt har tidligere arrangeret tema-arrangementer med fokus på politik og kultur. Senest om Retforbeholdet og Fuglekvarteret i Nordvestkvarteret. 
Kort Sagt drives af frivillige, og hvert år produceres der 35-40 videoer med taler og foredrag indenfor forskellige faglige og erfaringsmæssige områder. Initiativet startede op i 2013 i Huset i Magstræde og har i en årrække holdt til på Københavns Hovedbibliotek. Kort Sagt afholdes nu hos Kulturhuset Islands Brygge. 
En af initiativtagerne bag Kort Sagt er forfatteren og LARP-arrangøren Claus Raasted.